# Patrimonialgericht Igelsbach
Das Patrimonialgericht Igelsbach war ein Patrimonialgericht der Ulner von Dieburg.

## Geschichte
1563 trat der Graf von Erbach das Dorf Igelsbach im Rahmen eines Gebietstausches an die Ulner von Dieburg ab. Die Ulner von Dieburg regierten das Dorf aus eigenem Recht, woraus das Patrimonialgericht entstand. Am Ende des Alten Reichs befand sich das Dorf im Besitz der Gräfin von Belderbusch, einer geborenen Freiin von „Ulner zu Dieburg“.
Das Patrimonialgericht Igelsbach gehörte zu den mediatisierten Gebieten, die 1806 durch die Rheinbundakte dem Großherzogtum Hessen zugeschlagen wurden. 1817 trat die Gräfin von Belderbusch, geborene Freiin von „Ulner zu Dieburg“, die Patrimonialgerichtsbarkeit und die damit verbundenen hoheitlichen Rechte an das Großherzogtum ab. Die Aufgaben des Patrimonialgerichts übernahm das Amt Heppenheim.

## Recht
Im Patrimonialgericht Igelsbach galt das Pfälzische Landrecht als Partikularrecht. Darüber hinaus galt das Gemeine Recht, soweit das Pfälzische Landrecht für einen Sachverhalt spezielle Regelungen nicht enthielt. Dieses Sonderrecht behielt seine Geltung im Bereich des ehemaligen Patrimonialgerichts im gesamten 19. Jahrhundert während der Zugehörigkeit des Gebietes zum Großherzogtum Hessen und wurde erst zum 1. Januar 1900 von dem einheitlich im ganzen Deutschen Reich geltenden Bürgerlichen Gesetzbuch abgelöst.